# Park Narodowy Berchtesgaden
Park Narodowy Berchtesgaden (niem. Nationalpark Berchtesgaden) – znajduje się w południowo-wschodniej części Niemiec w Alpach (Bawaria), od południa graniczy z Austrią. Park został utworzony 1 sierpnia 1978. Całkowita powierzchnia parku wynosi 21 000 ha. Najwyższym szczytem na terenie Parku jest Watzmann 2 713 m n.p.m. Od roku 1990 Park jest częścią Rezerwatu Biosfery Berchtesgaden zgłoszonego w UNESCO. 
Do największych ssaków występujących na terenie parku należą sarny, jelenie, kozice i koziorożce alpejskie oraz zające i świstaki. Park jest również miejscem wylęgu różnorodnych ptaków np. orła przedniego, sowy włochatki, jarząbka, cietrzewi, głuszców, pardwy i wielu innych zagrożonych wyginięciem. Istnieje tu również 16 gatunków gadów i 5 gatunków ryb.
Park posiada rozbudowaną sieć szlaków turystycznych, które pozwalają na piesze wędrówki. Nad jeziorem Königssee można używać łodzi tylko z silnikami elektrycznymi. National Park Service oferuje spacery z przewodnikiem dla dzieci i dorosłych.